# Negin Azari Edalat
Negin Azari Edalat (* 19. September 2002) ist eine iranische Leichtathletin, die sich auf den Mittelstreckenlauf spezialisiert hat.

## Sportliche Laufbahn
Erste Erfahrungen bei internationalen Meisterschaften sammelte Negin Azari Edalat im Jahr 2024, als sie bei den Hallenasienmeisterschaften in Teheran in 2:11,43 min die Silbermedaille im 800-Meter-Lauf hinter ihrer Landsfrau Toktam Dastarbandan gewann.

## Persönliche Bestzeiten
- 400 Meter: 56,36 s, 14. September 2022 in Teheran
- 800 Meter: 2:11,43 min, 19. Februar 2024 in Teheran